# Automobiles Erad
Automobiles Erad war ein französischer Hersteller von Automobilen.

## Unternehmensgeschichte
M. Renard gründete 1975 das Unternehmen in Aniche. 1978 begann die Serienproduktion von Kleinstwagen. Der Markenname lautete Erad. Erad stand für Études et Réalisations du Douaisis. 1979 betrug die Jahresproduktion fast 2400 Fahrzeuge. 1980 fertigten 105 Mitarbeiter etwa 2640 Fahrzeuge. 1997 endete die Produktion. Insgesamt entstanden etwa 30.000 Fahrzeuge, darunter 800 Elektroautos. Savel übernahm das Unternehmen.

## Fahrzeuge
Erstes Modell war der Capucine. Dies war ein Einsitzer mit einer Karosserie aus Kunststoff. Das Fahrzeug war 169 cm lang, 125 cm breit, 160 cm hoch und wog 170 kg. Für den Antrieb sorgte ein Zweitaktmotor von Sachs mit 47 cm³ Hubraum. Ab 1981 waren auch ein Dieselmotor von Farymann mit 290 cm³ Hubraum und ein Ottomotor von BCB mit 123 cm³ Hubraum lieferbar. 1984 wurde das Modell überarbeitet und war sowohl mit offener Karosserie als auch als Viersitzer erhältlich.

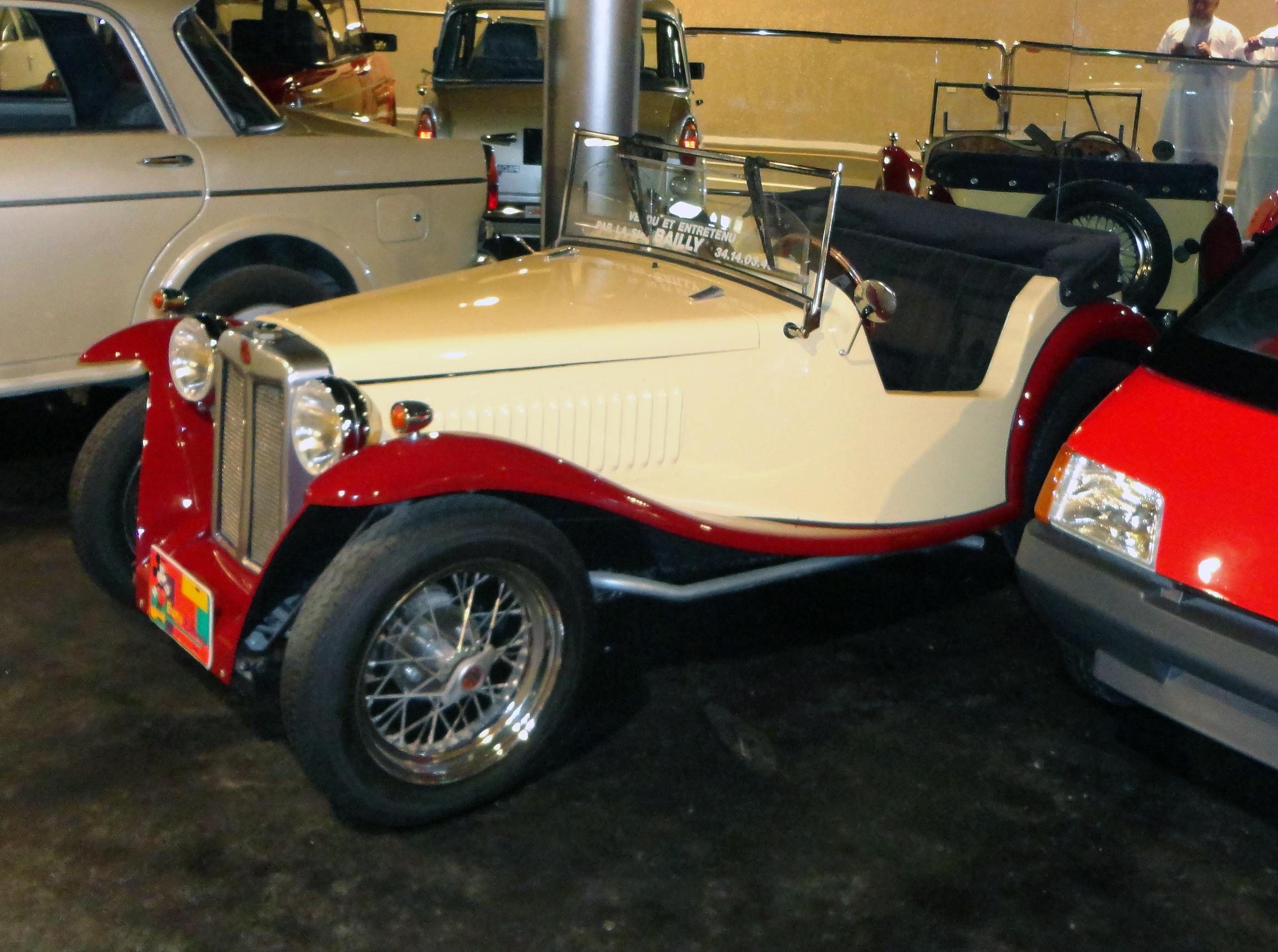
Erad Midget

1982 ergänzte eine verkleinerte Nachbildung des 1936er MG Midget das Sortiment. Das Fahrzeug war 270 cm lang. Zur Wahl standen ein Ottomotor mit 125 cm³ Hubraum und ein Dieselmotor mit 600 cm³ Hubraum.
1988 kam das Einsteigermodell Junior dazu. Mit einem Preis von 35.000 Französische Franc war es das billigste Auto auf dem französischen Markt. Der Junior hat die Scheinwerfer des Peugeot 205.

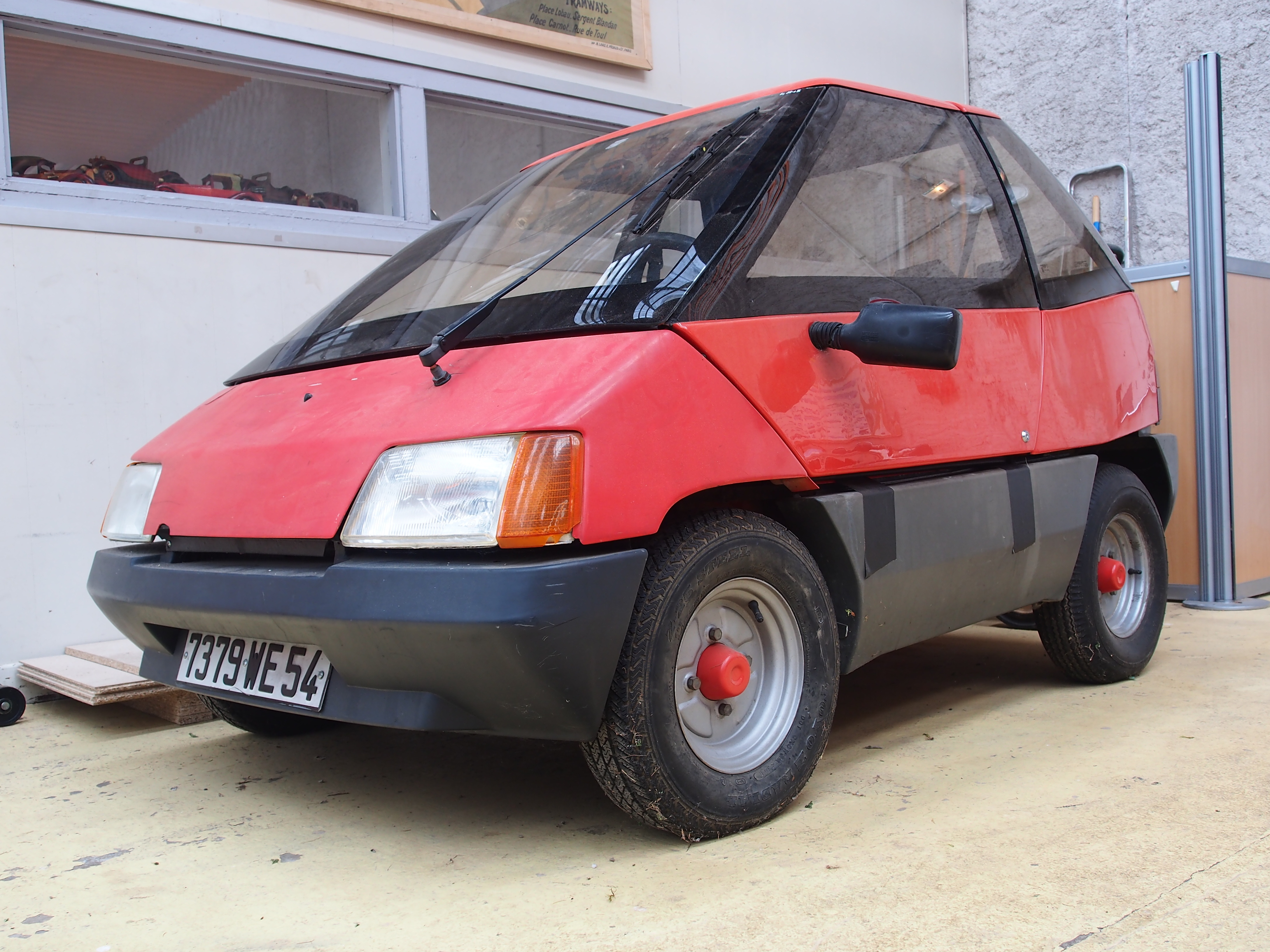
Erad Junior

1990 erschien der Spacia. Mit seiner Form ähnelte er dem später erschienenen Renault Twingo. Dieselmotoren mit bis zu 505 cm³ Hubraum und Elektromotoren standen zur Auswahl.
Letztes neues Modell war der 1993 vorgestellte Agora. Dies war ein leichter Zweisitzer.